# كلاوس كيرن
كلاوس كيرن (بالألمانية: Klaus Kern)‏ هو كيميائي وفيزيائي ألماني، ولد في 24 مارس 1960 في ديسن في ألمانيا.